# Isolepis pottsii
Isolepis pottsii är en halvgräsart som först beskrevs av V.J.Cook, och fick sitt nu gällande namn av Jiří Soják. Isolepis pottsii ingår i släktet borstsävssläktet, och familjen halvgräs. Inga underarter finns listade i Catalogue of Life.